# Yampier Hernández
Yampier Hernández Gonzales (L'Avana, 30 agosto 1984) è un pugile cubano.

## Palmarès
- Olimpiadi

Pechino 2008: bronzo nei pesi mosca leggeri